# NGC 6225
NGC 6225 је елиптична галаксија у сазвежђу Херкул која се налази на NGC листи објеката дубоког неба.
Деклинација објекта је + 6° 13' 23" а ректасцензија 16h 48m 21,6s. Привидна величина (магнитуда) објекта NGC 6225 износи 13,9 а фотографска магнитуда 14,9. NGC 6225 је још познат и под ознакама UGC 10556, MCG 1-43-3, CGCG 53-11, PGC 59024.